# Ponza
Ponza település Olaszországban, Lazio régióban, Latina megyében. Lakosainak száma 3289 fő (2023. január 1.).